# Idioma malalamai
Malalamai, o Bonga (después de los dos pueblos en los que se habla), es una Lengua austronesia de la provincia de Madang, Papúa Nueva Guinea.